# Primitia
Primitia is een geslacht van uitgestorven kreeftachtigen uit de klasse van de Ostracoda (mosselkreeftjes).

## Soorten
- Primitia abundans Ivanova, 1955 †
- Primitia arctica Holtedahl, 1914 †
- Primitia arcuata Hou, 1956 †
- Primitia armata (Richter, 1863) Bassler & Kellett, 1934 †
- Primitia armata Jones, 1881 †
- Primitia barrandiana Jones, 1880 †
- Primitia bassleri Kummerow, 1924 †
- Primitia bellevuensis Spivey, 1939 †
- Primitia bicollina Reed, 1927 †
- Primitia bicostata Hou, 1956 †
- Primitia caliginosa Melnikova, 1980 †
- Primitia canaliculata Steusloff, 1894 †
- Primitia cannonensis Swain & Cornell, 1987 †
- Primitia celata Ulrich, 1894 †
- Primitia cestriensis Ulrich, 1891 †
- Primitia chekiangensis Hou, 1956 †
- Primitia clarkei Jones, 1890 †
- Primitia concinna (Jones, 1858) Jones & Holl, 1865 †
- Primitia conica Troedsson, 1918 †
- Primitia consobrina Barrande, 1872 †
- Primitia contusa Maurer, 1885 †
- Primitia cumberlandica Ulrich & Bassler, 1913 †
- Primitia cuneus Chapman, 1912 †
- Primitia curva (Steusloff, 1894) Bassler & Kellett, 1934 †
- Primitia debilis (Barrande, 1872) Bassler & Kellett, 1934 †
- Primitia diversa (Jones & Holl, 1886) Schmidt, 1941 †
- Primitia dorsicornis (Ulrich, 1892) Whidborne, 1896 †
- Primitia dorsotuberosa Hou, 1956 †
- Primitia dunii Chapman, 1920 †
- Primitia everesti Reed, 1912 †
- Primitia excelsa Steusloff, 1894 †
- Primitia fabaeformis Guerich, 1896 †
- Primitia fabula Maurer, 1885 †
- Primitia fabulina Jones & Holl, 1886 †
- Primitia fenxiangensis Sun (Quan-Ying), 1987 †
- Primitia fischeri Oehlert, 1877 †
- Primitia frostburgensis Jones, 1905 †
- Primitia fulgens Kummerow, 1953 †
- Primitia furcata (Jones & Holl, 1886) Bassler & Kellett, 1934 †
- Primitia fusus Barrande, 1872 †
- Primitia gerardi Reed, 1912 †
- Primitia girvanensis (Jones, 1893) Bassler & Kellett, 1934 †
- Primitia girvanensis Jones, 1893 †
- Primitia globosa Tschernyschew, 1893 †
- Primitia granimarginata Ulrich, 1891 †
- Primitia grayae Jones, 1893 †
- Primitia harparum Troedsson, 1918 †
- Primitia harrisensis Copeland, 1965 †
- Primitia holliana Jones & Kirkby, 1886 †
- Primitia hubeiensis Sun (Quan-Ying), 1987 †
- Primitia humilior (Jones, 1890) Bassler & Kellett, 1934 †
- Primitia humilis Jones & Holl, 1886 †
- Primitia ichangensis Hou, 1953 †
- Primitia impressa Ulrich, 1890 †
- Primitia jonesi (Ruedemann, 1901) Bassler, 1915 †
- Primitia jusharensis Glebovskaja, 1949 †
- Primitia krausei Jones, 1893 †
- Primitia kuckersiana Bonnema, 1909 †
- Primitia laevigata Jones, 1895 †
- Primitia latisulcifera Ivanova, 1955 †
- Primitia lativia Ulrich, 1889 †
- Primitia lenticularis Jones & Holl, 1869 †
- Primitia lentiformis Guerich, 1896 †
- Primitia leperditioides (Jones, 1858) Jones, 1884 †
- Primitia leviter Maurer, 1885 †
- Primitia litvaensis Neckaja, 1960 †
- Primitia logani (Jones, 1858) Jones & Holl, 1865 †
- Primitia longispina Pribyl & Snajdr, 1951 †
- Primitia maccoyii (Salter, 1854) Jones & Holl, 1868 †
- Primitia mammata Ulrich, 1894 †
- Primitia medialis (Ulrich, 1890) Bassler, 1915 †
- Primitia microtuberosa Hou, 1956 †
- Primitia milleri Ulrich, 1890 †
- Primitia minuta (Eichwald, 1854) Schmidt, 1873 †
- Primitia modesta Barrande, 1872 †
- Primitia monas (Barrande, 1872) Bassler & Kellett, 1934 †
- Primitia monstrata Shi & Wang, 1985 †
- Primitia moorefieldiana Girty, 1911 †
- Primitia nana Jones & Holl, 1865 †
- Primitia nanmanensis Hou, 1953 †
- Primitia obliqua (Schmidt, 1858) Schmidt, 1873 †
- Primitia obliquipunctata Jones, 1887 †
- Primitia obliquisulcata Pribyl & Snajdr, 1951 †
- Primitia obsoleta Jones & Holl, 1865 †
- Primitia ostrogothica Moberg & Segerberg, 1906 †
- Primitia ovulum (Eichwald, 1860) Schmidt, 1873 †
- Primitia papillata Krause, 1892 †
- Primitia parva Kummerow, 1924 †
- Primitia paucipunctata (Jones & Holl, 1865) Jones & Holl, 1886 †
- Primitia pennsylvanica Jones, 1889 †
- Primitia perpusilla Ivanova, 1960 †
- Primitia pila Maurer, 1885 †
- Primitia plicata Krause, 1892 †
- Primitia postturgida Ulrich & Bassler, 1913 †
- Primitia protenta (Jones, 1874) Jones, 1874 †
- Primitia punctata Jones, 1887 †
- Primitia pusilla Jones & Holl, 1865 †
- Primitia quadrata Hou, 1955 †
- Primitia rectangularis Alth, 1874 †
- Primitia renulina Jones & Holl, 1865 †
- Primitia roemeriana Jones & Holl, 1865 †
- Primitia rugulifera (Jones, 1858) Jones & Holl, 1865 †
- Primitia sanctipatricii Jones & Holl, 1868 †
- Primitia scaphoides Jones, 1889 †
- Primitia scitula Jones, 1891 †
- Primitia semicordata Jones & Holl, 1865 †
- Primitia semicultrata Chapman, 1904 †
- Primitia seriata Stewart, 1936 †
- Primitia sigillata (Jones, 1858) Jones & Holl, 1865 †
- Primitia simplex (Jones, 1853) Jones & Holl, 1865 †
- Primitia simulans Ulrich, 1891 †
- Primitia sparsinodosa Whidborne, 1896 †
- Primitia striata Krause, 1891 †
- Primitia subaequata Ulrich, 1891 †
- Primitia subfurcata Hou, 1953 †
- Primitia subquadrata Zhang (K.), 1982 †
- Primitia symmetrica Hou, 1956 †
- Primitia tarda Barrande, 1872 †
- Primitia tersa Jones & Holl, 1865 †
- Primitia trigonalis Jones & Holl, 1865 †
- Primitia troedssoni Thorslund, 1940 †
- Primitia tumiduformis Hou, 1953 †
- Primitia tumidula Ulrich, 1894 †
- Primitia tzekanovskii Schmidt, 1886 †
- Primitia ujjuchi Jones, 1890 †
- Primitia umbilicata Jones & Holl, 1865 †
- Primitia uniumbonata Willey, 1970 †
- Primitia uphami Ulrich, 1894 †
- Primitia uralica Tschernyschew, 1893 †
- Primitia ventricosa Tolmachoff, 1926 †
- Primitia vestita Whidborne, 1896 †
- Primitia wangjiawanensis Sun, 1983 †
- Primitia yassensis Chapman, 1913 †
- Primitia yungchunensis Hou, 1955 †